# هاسکل (تگزاس)
هاسکل، تگزاس(به انگلیسی: Haskell, Texas) شهری در ایالت تگزاس از ایالات جنوبی ایالات متحده آمریکا است. در سرشماری سال ۲۰۰۰، جمعیت این شهر ۳۱۰۶ نفر اعلام شد.